# Passiflora faroana
Passiflora faroana är en passionsblomsväxtart som beskrevs av Hermann August Theodor Harms. Passiflora faroana ingår i släktet passionsblommor, och familjen passionsblomsväxter. Inga underarter finns listade i Catalogue of Life.